# Gustav Rydergård
Frej Gustav "Gus" Rydergård, född 9 juli 1984 i Falun, är en svensk tidigare handbollsspelare. Han är högerhänt och spelade framför allt som försvarsspecialist, i anfall som mittsexa.

## Karriär
Rydergård började som elitspelare i Redbergslids IK år 2000 men tillhörde inte A-laget. Han bytte klubb till Önnereds HK där han spelade tre säsonger till 2006. Rydergård gick sedan till Alingsås HK där han fick sitt genombrott som försvarsspelare. Under tiden i Alingsås HK blev han utsedd till elitseriens bäste försvarsspelare två gånger. Efter att ha blivit Svensk mästare 2009 med Alingsås HK blev han proffs i  TSV Hannover-Burgdorf i undesliga 2009–2014.Efter ett år Rumänien återvände han till Tyskland och spelade med TBV Lemgo. Men efter ett år med lite skadebekymmer blev han assisterande tränare i Lemgo. Han lämnade klubben för TSG Altenhagen-Heepen där han var i två år. Han avslutade sin spelarkarriär i AIK Handboll 2019–2020. Han blev därefter sportchef i AIK Handboll. 2024 spelade han Trim-SM och vann turneringen med Cafe Lillian HF.
Rydergård spelade 2002 och 2003 12 landskamper i U-19 landslaget. Rydergård har inte spelat i A-landslaget.

## Individuella utmärkelser
- 2 gånger utsedd till elitseriens bäste försvarsspelare, 2007/2008 samt 2008/2009
- 2 gånger utsedd till årets spelare i TSV Hannover-Burgdorf, 2011/2012 samt 2013/2014